# ATP Challenger Tour 2015
In der folgenden Tabelle werden die Turniere der professionellen Herrentennis-Saison 2015 der ATP Challenger Tour dargestellt. Sie besteht aus Turnieren mit einem Preisgeld zwischen 40.000 und 125.000 US-Dollar. Es ist die 39. Ausgabe des Challenger-Turnierzyklus und die siebte unter dem Namen ATP Challenger Tour.

## Turnierplan

### Januar
| Datum1 | Ort          | Turnier                                      | Preisgeld2   | Belag3    | Sieger Einzel        | Sieger Doppel                        |
| ------ | ------------ | -------------------------------------------- | ------------ | --------- | -------------------- | ------------------------------------ |
| 05.01. | Nouméa       | Challenger BNP Paribas de Nouvelle-Calédonie | $ 075.000 +H | Hartplatz | Steve Darcis         | Austin Krajicek Tennys Sandgren      |
| 05.01. | Happy Valley | City of Onkaparinga ATP Challenger           | $ 050.000    | Hartplatz | Ryan Harrison        | Andrei Kusnezow Alexander Nedowessow |
| 12.01. | Casablanca   | Morocco Tennis Tour Casablanca               | € 042.500    | Sand      | Lamine Ouahab        | Laurynas Grigelis Adrian Ungur       |
| 26.01. | Bucaramanga  | Claro Open Bucaramanga                       | $ 050.000 +H | Sand      | Daniel Gimeno Traver | Guillermo Durán Andrés Molteni       |
| 26.01. | Hongkong     | Hong Kong ATP Challenger                     | $ 050.000    | Hartplatz | Kyle Edmund          | Hsieh Cheng-peng Yi Chu-huan         |
| 26.01. | Maui         | Royal Lahaina Challenger                     | $ 050.000    | Hartplatz | Jared Donaldson      | Jared Donaldson Stefan Kozlov        |

### Februar
| Datum1 | Ort                 | Turnier                                     | Preisgeld2   | Belag3        | Sieger Einzel     | Sieger Doppel                          |
| ------ | ------------------- | ------------------------------------------- | ------------ | ------------- | ----------------- | -------------------------------------- |
| 02.02. | Dallas              | The RBC Tennis Championships of Dallas      | $ 100.000 +H | Hartplatz (i) | Tim Smyczek       | Denys Moltschanow Andrei Rubljow       |
| 02.02. | Burnie              | McDonald’s Burnie International             | $ 050.000    | Hartplatz     | Chung Hyeon       | Carsten Ball Matt Reid                 |
| 02.02. | Glasgow             | AEGON GB Pro-Series Glasgow                 | € 042.500    | Hartplatz (i) | Niels Desein      | Wesley Koolhof Matwé Middelkoop        |
| 09.02. | Santo Domingo       | Milex Tennis Open                           | $ 050.000 +H | Sand          | Damir Džumhur     | Roberto Maytín Hans Podlipnik          |
| 09.02. | Bergamo             | Internazionali di Tennis Trofeo Faip–Perrel | € 042.500 +H | Hartplatz (i) | Benoît Paire      | Martin Emmrich Andreas Siljeström      |
| 09.02. | Launceston          | Launceston International                    | $ 050.000    | Hartplatz     | Björn Fratangelo  | Radu Albot Mitchell Krueger            |
| 16.02. | Breslau             | Wrocław Open                                | € 085.000 +H | Hartplatz (i) | Farrux Doʻstov    | Philipp Petzschner Tim Pütz            |
| 16.02. | Neu-Delhi           | Delhi Open                                  | $ 100.000    | Hartplatz     | Somdev Devvarman  | Jahor Herassimau Alexander Kudrjawzew  |
| 16.02. | Morelos             | Morelos Open                                | $ 075.000 +H | Hartplatz     | Víctor Estrella   | Ruben Gonzales Darren Walsh            |
| 23.02. | Kyōto               | Shimadzu All Japan Indoor                   | $ 050.000 +H | Teppich (i)   | Michał Przysiężny | Benjamin Mitchell Jordan Thompson      |
| 23.02. | Cherbourg-Octeville | Challenger La Manche – Cherbourg            | € 042.500 +H | Hartplatz (i) | Norbert Gombos    | Andreas Beck Jan Mertl                 |
| 23.02. | Kalkutta            | Emami Kolkata Open ATP Challenger Tour      | $ 050.000    | Hartplatz     | Radu Albot        | Somdev Devvarman Jeevan Nedunchezhiyan |

### März
| Datum1 | Ort             | Turnier                                             | Preisgeld2   | Belag3        | Sieger Einzel          | Sieger Doppel                                |
| ------ | --------------- | --------------------------------------------------- | ------------ | ------------- | ---------------------- | -------------------------------------------- |
| 2.03.  | Quimper         | Open BNP Paribas Banque de Bretagne Quimper         | € 042.500 +H | Hartplatz (i) | Benoît Paire           | Flavio Cipolla Dominik Meffert               |
| 9.03.  | Guangzhou       | China International Guangzhou                       | $ 050.000 +H | Hartplatz     | Kimmer Coppejans       | Daniel Muñoz de la Nava Alexander Nedowessow |
| 9.03.  | Santiago        | Cachantún Cup                                       | $ 040.000 +H | Sand          | Facundo Bagnis         | Andrés Molteni Guido Pella                   |
| 16.03. | Irving          | Irving Tennis Classic                               | $ 125.000 +H | Hartplatz     | Aljaž Bedene           | Robert Lindstedt Serhij Stachowskyj          |
| 16.03. | Shenzhen        | Gemdale ATP Challenger China International Shenzhen | $ 075.000 +H | Hartplatz     | Blaž Kavčič            | Gero Kretschmer Alexander Satschko           |
| 16.03. | Drummondville   | Challenger Banque Nationale                         | $ 050.000 +H | Hartplatz (i) | John-Patrick Smith     | Philip Bester Chris Guccione                 |
| 16.03. | Kasan           | Kazan Kremlin Cup                                   | $ 040.000 +H | Hartplatz (i) | Aslan Karazew          | Michail Jelgin Igor Zelenay                  |
| 30.03. | Raʿanana        | Electra Israel Open                                 | $ 125.000    | Hartplatz     | Nikolos Bassilaschwili | Mate Pavić Michael Venus                     |
| 30.03. | Le Gosier       | Open de Guadeloupe                                  | $ 100.000 +H | Hartplatz     | Ruben Bemelmans        | Jamie Cerretani Antal van der Duim           |
| 30.03. | San Luis Potosí | San Luis Open Challenger Tour                       | $ 050.000 +H | Sand          | Guido Pella            | Guillermo Durán Horacio Zeballos             |

### April
| Datum1 | Ort          | Turnier                                     | Preisgeld2   | Belag3        | Sieger Einzel           | Sieger Doppel                            |
| ------ | ------------ | ------------------------------------------- | ------------ | ------------- | ----------------------- | ---------------------------------------- |
| 06.04. | Neapel       | Capri Watch Cup Tennis Napoli               | € 106.500 +H | Sand          | Daniel Muñoz de la Nava | Ilija Bozoljac Filip Krajinović          |
| 06.04. | León         | Torneo Internacional Challenger León        | $ 075.000 +H | Hartplatz     | Austin Krajicek         | Austin Krajicek Rajeev Ram               |
| 06.04. | Batman       | Batman Cup                                  | € 042.500    | Hartplatz     | Dudi Sela               | Aslan Karazew Jaraslau Schyla            |
| 06.04. | Saint-Brieuc | Open Harmonie Mutuelle                      | € 035.000 +H | Hartplatz (i) | Nicolas Mahut           | Grégoire Burquier Alexandre Sidorenko    |
| 13.04. | Sarasota     | Sarasota Open                               | $ 100.000    | Sand          | Federico Delbonis       | Facundo Argüello Facundo Bagnis          |
| 13.04. | Mersin       | Mersin Cup                                  | € 042.500    | Sand          | Kimmer Coppejans        | Mate Pavić Michael Venus                 |
| 20.04. | Guadalajara  | Zurich Jalisco Open                         | $ 100.000 +H | Hartplatz     | Rajeev Ram              | Austin Krajicek Rajeev Ram               |
| 20.04. | Santos       | Campeonato Internacional de Tênis de Santos | $ 050.000    | Sand          | Blaž Rola               | Máximo González Roberto Maytín           |
| 20.04. | Savannah     | St. Joseph’s/Candler Savannah Challenger    | $ 050.000    | Sand          | Chung Hyeon             | Guillermo Durán Horacio Zeballos         |
| 20.04. | Vercelli     | Città di Vercelli – Trofeo Multimed         | € 042.500    | Sand          | Taro Daniel             | Andrea Arnaboldi Hans Podlipnik-Castillo |
| 27.04. | Taipeh       | Santaizi ATP Challenger                     | $ 075.000 +H | Teppich (i)   | Samuel Groth            | Matthew Ebden Wang Chieh-fu              |
| 27.04. | Anning       | China International Anning                  | $ 050.000 +H | Sand          | Franko Škugor           | Bai Yan D. Wu                            |
| 27.04. | Turin        | Ace Tennis                                  | € 042.500 +H | Sand          | Marco Cecchinato        | Wesley Koolhof Matwé Middelkoop          |
| 27.04. | São Paulo    | São Paulo Challenger de Tênis               | $ 050.000    | Sand          | Guido Pella             | Chase Buchanan Blaž Rola                 |
| 27.04. | Tallahassee  | Tallahassee Tennis Challenger               | $ 050.000    | Sand          | Facundo Argüello        | Dennis Novikov Julio Peralta             |
| 27.04. | Ostrava      | Prosperita Open                             | € 042.500    | Sand          | Íñigo Cervantes         | Andrej Martin Hans Podlipnik-Castillo    |

### Mai
| Datum1 | Ort             | Turnier                                   | Preisgeld2   | Belag3    | Sieger Einzel        | Sieger Doppel                               |
| ------ | --------------- | ----------------------------------------- | ------------ | --------- | -------------------- | ------------------------------------------- |
| 04.05. | Busan           | Busan Open                                | $ 100.000 +H | Hartplatz | Chung Hyeon          | Sanchai Ratiwatana Sonchat Ratiwatana       |
| 04.05. | Aix-en-Provence | Open du Pays d’Aix                        | € 064.000 +H | Sand      | Robin Haase          | Robin Haase Aisam-ul-Haq Qureshi            |
| 04.05. | Cali            | Seguros Bolívar Open Cali                 | $ 050.000 +H | Sand      | Fernando Romboli     | Marcelo Demoliner Miguel Ángel Reyes Varela |
| 04.05. | Qarshi          | Karshi Challenger                         | $ 050.000 +H | Hartplatz | Teimuras Gabaschwili | Yuki Bhambri Adrián Menéndez                |
| 04.05. | Rom             | Garden Open                               | € 042.500 +H | Sand      | Aljaž Bedene         | Dustin Brown František Čermák               |
| 11.05. | Bordeaux        | BNP Paribas Primrose Bordeaux             | € 085.000 +H | Sand      | Thanasi Kokkinakis   | Thiemo de Bakker Robin Haase                |
| 11.05. | Samarqand       | Samarkand Challenger                      | $ 050.000 +H | Sand      | Teimuras Gabaschwili | Sjarhej Betau Michail Jelgin                |
| 11.05. | Heilbronn       | Neckarcup                                 | € 042.500 +H | Sand      | Alexander Zverev     | Mateusz Kowalczyk Igor Zelenay              |
| 11.05. | Seoul           | Lecoq Seoul Open                          | $ 050.000    | Hartplatz | Gō Soeda             | Gong Maoxin Peng Hsien-yin                  |
| 18.05. | Eskişehir       | Eskişehir Cup                             | € 042.500    | Hartplatz | Paolo Lorenzi        | Sjarhej Betau Michail Jelgin                |
| 25.05. | Vicenza         | Internazionali di Tennis Città di Vicenza | € 042.500    | Sand      | Íñigo Cervantes      | Facundo Bagnis Guido Pella                  |

### Juni
| Datum1 | Ort           | Turnier                           | Preisgeld2   | Belag3    | Sieger Einzel           | Sieger Doppel                    |
| ------ | ------------- | --------------------------------- | ------------ | --------- | ----------------------- | -------------------------------- |
| 01.06. | Prostějov     | Unicredit Czech Open              | € 106.500 +H | Sand      | Jiří Veselý             | Julian Knowle Philipp Oswald     |
| 01.06. | Fürth         | Franken Challenge                 | € 042.500 +H | Sand      | Taro Daniel             | Guillermo Durán Horacio Zeballos |
| 01.06. | Gimcheon      | Gimcheon Open                     | $ 050.000    | Hartplatz | Alexander Sarkissian    | Li Zhe Jose Statham              |
| 01.06. | Manchester    | AEGON Manchester Trophy           | € 042.500    | Rasen     | Samuel Groth            | Chris Guccione André Sá          |
| 01.06. | Mestre        | Venice Challenge Save Cup         | € 042.500    | Sand      | Máximo González         | Flavio Cipolla Potito Starace    |
| 08.06. | Caltanissetta | Città di Caltanissetta            | € 106.500 +H | Sand      | Elias Ymer              | Guido Andreozzi Guillermo Durán  |
| 08.06. | Moskau        | Hoff Open                         | $ 050.000 +H | Sand      | Daniel Muñoz de la Nava | Renzo Olivo Horacio Zeballos     |
| 08.06. | Prag          | Sparta Prague Open                | € 042.500 +H | Sand      | Norbert Gombos          | Mateusz Kowalczyk Igor Zelenay   |
| 08.06. | Surbiton      | AEGON Surbiton Trophy             | € 042.500    | Rasen     | Matthew Ebden           | Ken Skupski Neal Skupski         |
| 15.06. | Fargʻona      | Fergana Challenger                | $ 050.000 +H | Hartplatz | Teimuras Gabaschwili    | Sjarhej Betau Michail Jelgin     |
| 15.06. | Perugia       | Blu-express.com Tennis Cup        | € 042.500 +H | Sand      | Pablo Carreño Busta     | Andrea Collarini Andrés Molteni  |
| 15.06. | Poprad-Tatry  | Poprad-Tatry Challenger           | € 042.500 +H | Sand      | Adam Pavlásek           | Roman Jebavý Jan Šátral          |
| 15.06. | Ilkley        | AEGON Ilkley Trophy               | € 042.500    | Rasen     | Denis Kudla             | Marcus Daniell Marcelo Demoliner |
| 15.06. | Blois         | Internationaux de Tennis de Blois | € 035.000 +H | Sand      | Mathias Bourgue         | Rémi Boutillier Maxime Teixeira  |
| 22.06. | Mailand       | Aspria Tennis Cup                 | € 042.500    | Sand      | Federico Delbonis       | Nikola Mektić Antonio Šančić     |
| 29.06. | Marburg       | Marburg Open                      | € 042.500 +H | Sand      | Íñigo Cervantes         | Wesley Koolhof Matwé Middelkoop  |
| 29.06. | Padua         | ATP Challenger 2001 Team Padova   | € 042.500 +H | Sand      | Andrej Martin           | Michail Jelgin Andrei Rubljow    |

### Juli
| Datum1 | Ort           | Turnier                                     | Preisgeld2   | Belag3    | Sieger Einzel          | Sieger Doppel                           |
| ------ | ------------- | ------------------------------------------- | ------------ | --------- | ---------------------- | --------------------------------------- |
| 06.07. | Braunschweig  | Sparkassen Open                             | € 106.500 +H | Sand      | Filip Krajinović       | Sjarhej Betau Michail Jelgin            |
| 06.07. | Todi          | Distal & ITR Group Tennis Cup               | € 042.500 +H | Sand      | Aljaž Bedene           | Flavio Cipolla Máximo González          |
| 06.07. | Winnetka      | Nielsen Pro Tennis Championship             | $ 050.000    | Hartplatz | Somdev Devvarman       | Johan Brunström Nicholas Monroe         |
| 13.07. | Posen         | Poznań Open                                 | € 064.000 +H | Sand      | Pablo Carreño Busta    | Michail Jelgin Mateusz Kowalczyk        |
| 13.07. | San Benedetto | San Benedetto Tennis Cup                    | € 064.000 +H | Sand      | Albert Ramos Viñolas   | Dino Marcan Antonio Šančić              |
| 20.07. | Granby        | Challenger Banque Nationale Granby          | $ 100.000    | Hartplatz | Vincent Millot         | Philip Bester Peter Polansky            |
| 20.07. | Recanati      | Guzzini Challenger                          | € 042.500 +H | Hartplatz | Mirza Bašić            | Divij Sharan Ken Skupski                |
| 20.07. | Scheveningen  | Sport 1 Open                                | € 042.500 +H | Sand      | Nikolos Bassilaschwili | Ariel Behar Eduardo Dischinger          |
| 20.07. | Tampere       | Aamulehti Tampere Open                      | € 042.500 +H | Sand      | Tristan Lamasine       | André Ghem Tristan Lamasine             |
| 20.07. | Binghamton    | Levene Gouldin & Thompson Tennis Challenger | $ 050.000    | Hartplatz | Kyle Edmund            | Dean O’Brien Ruan Roelofse              |
| 27.07. | Astana        | President’s Cup                             | $ 075.000    | Hartplatz | Michail Kukuschkin     | Konstantin Krawtschuk Denys Moltschanow |
| 27.07. | Lexington     | Kentucky Bank Tennis Championships          | $ 050.000    | Hartplatz | John Millman           | Carsten Ball Brydan Klein               |
| 27.07. | Biella        | Challenger Pulcra Lachiter Biella           | € 042.500    | Sand      | Andrej Martin          | Andrej Martin Hans Podlipnik-Castillo   |

### August
| Datum1 | Ort               | Turnier                                            | Preisgeld2   | Belag3    | Sieger Einzel          | Sieger Doppel                          |
| ------ | ----------------- | -------------------------------------------------- | ------------ | --------- | ---------------------- | -------------------------------------- |
| 03.08. | Liberec           | Svijany Open                                       | € 042.500 +H | Sand      | Tobias Kamke           | Andrej Martin Hans Podlipnik-Castillo  |
| 03.08. | Segovia           | Open Castilla y León – Villa de El Espinar         | € 042.500 +H | Hartplatz | Jewgeni Donskoi        | Alexander Kudrjawzew Denys Moltschanow |
| 03.08. | Cortina d’Ampezzo | Internazionali di Tennis di Cortina d’Ampezzo      | € 042.500    | Sand      | Paolo Lorenzi          | Paolo Lorenzi Matteo Viola             |
| 10.08. | Aptos             | Comerica Bank Challenger                           | $ 100.000    | Hartplatz | John Millman           | Chris Guccione Artem Sitak             |
| 10.08. | Prag              | Advantage Cars Prague Open                         | € 042.500 +H | Sand      | Rogério Dutra da Silva | Wesley Koolhof Matwé Middelkoop        |
| 10.08. | Portorož          | Tilia Slovenia Open                                | € 042.500    | Hartplatz | Luca Vanni             | Fabrice Martin Purav Raja              |
| 17.08. | Vancouver         | Odlum Brown Vanopen                                | $ 100.000    | Hartplatz | Dudi Sela              | Treat Huey Frederik Nielsen            |
| 17.08. | Cordenons         | Internazionali di Tennis del Friuli Venezia Giulia | € 042.500 +H | Sand      | Filip Krajinović       | Andrej Martin Igor Zelenay             |
| 17.08. | Meerbusch         | Maserati Challenger by Cittadino                   | € 042.500    | Sand      | Andreas Haider-Maurer  | Dustin Brown Rameez Junaid             |
| 24.08. | Manerbio          | Antonio Savoldi–Marco Cò – Trofeo Dimmidisì        | € 042.500 +H | Sand      | Andrei Kusnezow        | Flavio Cipolla Daniel Muñoz de la Nava |
| 31.08. | Bangkok           | Chang-Sat Bangkok Open                             | $ 050.000    | Hartplatz | Yūichi Sugita          | Bai Yan Riccardo Ghedin                |
| 31.08. | Como              | Città di Como                                      | € 042.500    | Sand      | Andrei Kusnezow        | Gero Kretschmer Alexander Satschko     |

### September
| Datum1 | Ort                    | Turnier                                           | Preisgeld2   | Belag3        | Sieger Einzel           | Sieger Doppel                           |
| ------ | ---------------------- | ------------------------------------------------- | ------------ | ------------- | ----------------------- | --------------------------------------- |
| 07.09. | Genua                  | AON Open Challenger                               | € 106.500 +H | Sand          | Nicolás Almagro         | Guillermo Durán Horacio Zeballos        |
| 07.09. | Barranquilla           | Claro Open Barranquilla                           | $ 050.000 +H | Sand          | Borna Ćorić             | Marcelo Arévalo Sergio Galdós           |
| 07.09. | Sevilla                | Copa Sevilla                                      | € 042.500 +H | Sand          | Pedro Cachín            | Wesley Koolhof Matwé Middelkoop         |
| 07.09. | Shanghai               | Road to the Shanghai Rolex Masters ATP Challenger | $ 050.000    | Hartplatz     | Yuki Bhambri            | D. Wu Yi Chu-huan                       |
| 07.09. | Alphen aan den Rijn    | Tean International                                | € 042.500    | Sand          | Damir Džumhur           | Tobias Kamke Jan-Lennard Struff         |
| 07.09. | Meknès                 | Morocco Tennis Tour Meknès                        | € 042.500    | Sand          | Daniel Muñoz de la Nava | Kevin Krawietz Maximilian Marterer      |
| 07.09. | Saint-Rémy-de-Provence | Trophée des Alpilles                              | € 042.500    | Hartplatz     | Ivan Dodig              | Ken Skupski Neal Skupski                |
| 14.09. | Stettin                | Pekao Szczecin Open                               | € 106.500 +H | Sand          | Jan-Lennard Struff      | Tristan Lamasine Fabrice Martin         |
| 14.09. | Banja Luka             | Banja Luka Challenger                             | € 064.000 +H | Sand          | Dušan Lajović           | Ilija Bozoljac Flavio Cipolla           |
| 14.09. | Istanbul               | Amex Istanbul Challenger                          | $ 075.000    | Hartplatz     | Karen Chatschanow       | Andrei Kusnezow Alexander Nedowessow    |
| 14.09. | Nanchang               | ATP Challenger China International Nanchang       | $ 050.000 +H | Hartplatz     | Peter Gojowczyk         | Jonathan Eysseric Jürgen Zopp           |
| 14.09. | Cary                   | Cary Tennis Championships                         | $ 050.000    | Hartplatz     | Dennis Novikov          | Chase Buchanan Blaž Rola                |
| 14.09. | Kenitra                | Morocco Tennis Tour Kenitra                       | € 042.500    | Sand          | Roberto Carballés Baena | Gerard Granollers Oriol Roca Batalla    |
| 21.09. | Kaohsiung              | OEC Kaohsiung ATP Challenger                      | $ 125.000 +H | Hartplatz     | Chung Hyeon             | Hsieh Cheng-peng Yang Tsung-hua         |
| 21.09. | Izmir                  | Folkart İzmir Cup                                 | € 064.000    | Hartplatz     | Lukáš Lacko             | Saketh Myneni Divij Sharan              |
| 21.09. | Campinas               | Campeonato Internacional de Tênis de Campinas     | $ 050.000 +H | Sand          | Facundo Argüello        | Andrés Molteni Hans Podlipnik-Castillo  |
| 21.09. | Sibiu                  | Sibiu Open                                        | € 042.500 +H | Sand          | Adrian Ungur            | Victor Crivoi Petru-Alexandru Luncanu   |
| 21.09. | Trnava                 | Arimex Challenger Open                            | € 042.500 +H | Sand          | Robin Haase             | Wesley Koolhof Matwé Middelkoop         |
| 21.09. | Columbus               | Columbus Challenger                               | $ 050.000    | Hartplatz     | Dennis Novikov          | Chase Buchanan Blaž Rola                |
| 28.09. | Orléans                | Open d’Orléans                                    | € 106.500 +H | Hartplatz (i) | Jan-Lennard Struff      | Tristan Lamasine Fabrice Martin         |
| 28.09. | Tiburon                | Wells Fargo Tiburon Challenger                    | $ 100.000    | Hartplatz     | Tim Smyczek             | Johan Brunström Frederik Nielsen        |
| 28.09. | Pereira                | Seguros Bolívar Open Pereira                      | $ 050.000 +H | Sand          | Paolo Lorenzi           | Andrés Molteni Fernando Romboli         |
| 28.09. | Ağrı                   | Ağrı Cup                                          | € 042.500 +H | Hartplatz     | Farrux Doʻstov          | Konstantin Krawtschuk Denys Moltschanow |
| 28.09. | Rom                    | BFD Energy Challenger                             | € 042.500 +H | Sand          | Federico Delbonis       | Tomasz Bednarek Mateusz Kowalczyk       |
| 28.09. | Porto Alegre           | Aberto de Tênis do Rio Grande do Sul              | $ 040.000 +H | Sand          | Guido Pella             | Gastão Elias Frederico Ferreira Silva   |

### Oktober
| Datum1 | Ort               | Turnier                                | Preisgeld2   | Belag3        | Sieger Einzel           | Sieger Doppel                         |
| ------ | ----------------- | -------------------------------------- | ------------ | ------------- | ----------------------- | ------------------------------------- |
| 05.10. | Mons              | Ethias Trophy                          | € 106.500 +H | Hartplatz (i) | Illja Martschenko       | Ruben Bemelmans Philipp Petzschner    |
| 05.10. | Sacramento        | Sacramento Challenger                  | $ 100.000    | Hartplatz     | Taylor Fritz            | Blaž Kavčič Grega Žemlja              |
| 05.10. | Medellín          | Claro Open Medellín                    | $ 050.000 +H | Sand          | Paolo Lorenzi           | Nicolás Barrientos Eduardo Struvay    |
| 05.10. | São Paulo         | IS Open São Paulo                      | $ 050.000    | Sand          | Carlos Berlocq          | Hans Podlipnik-Castillo Caio Zampieri |
| 05.10. | Mohammedia        | Morocco Tennis Tour Mohammedia         | € 042.500    | Sand          | Roberto Carballés Baena | Íñigo Cervantes Mark Vervoort         |
| 12.10. | Taschkent         | Tashkent Challenger                    | $ 125.000 +H | Hartplatz     | Denis Istomin           | Sjarhej Betau Michail Jelgin          |
| 12.10. | Rennes            | Open de Rennes                         | € 085.000 +H | Hartplatz (i) | Malek Jaziri            | Andrea Arnaboldi Antonio Šančić       |
| 12.10. | Ho-Chi-Minh-Stadt | Vietnam Open                           | $ 050.000 +H | Hartplatz     | Saketh Myneni           | Tristan Lamasine Nils Langer          |
| 12.10. | Corrientes        | ATP Challenger Corrientes              | $ 050.000    | Sand          | Máximo González         | Julio Peralta Horacio Zeballos        |
| 12.10. | Fairfield         | Fairfield $50,000 Men’s Pro Challenger | $ 050.000    | Hartplatz     | Taylor Fritz            | Johan Brunström Frederik Nielsen      |
| 12.10. | Casablanca        | Morocco Tennis Tour Casablanca 2       | € 042.500    | Sand          | Damir Džumhur           | Laurynas Grigelis Mohamed Safwat      |
| 19.10. | Ningbo            | Yinzhou Bank Cup                       | $ 125.000    | Hartplatz     | Lu Yen-hsun             | Dudi Sela Amir Weintraub              |
| 19.10. | Brest             | Open Brest Arena Crédit Agricole       | € 106.500 +H | Hartplatz (i) | Ivan Dodig              | Wesley Koolhof Matwé Middelkoop       |
| 19.10. | Bangalore         | AirAsia Open                           | $ 050.000    | Hartplatz     | James Ward              | Saketh Myneni Sanam Singh             |
| 19.10. | Las Vegas         | Las Vegas Tennis Open                  | $ 050.000    | Hartplatz     | Thiemo de Bakker        | Carsten Ball Dustin Brown             |
| 19.10. | Santiago de Chile | Movistar ATP Challenger                | $ 050.000    | Sand          | Rogério Dutra Silva     | Guillermo Durán Máximo González       |
| 26.10. | Monterrey         | Monterrey Open                         | $ 100.000 +H | Hartplatz     | Thiemo de Bakker        | Thiemo de Bakker Mark Vervoort        |
| 26.10. | Suzhou            | China International Suzhou             | $ 075.000    | Hartplatz     | Dudi Sela               | Lee Hsin-han Denys Moltschanow        |
| 26.10. | Lima              | Lima Challenger – Copa Claro           | $ 050.000 +H | Sand          | Gastão Elias            | Andrej Martin Hans Podlipnik-Castillo |
| 26.10. | Pune              | KPIT-MSLTA ATP Challenger              | $ 050.000    | Hartplatz     | Yuki Bhambri            | Gerard Granollers Adrián Menéndez     |
| 26.10. | Traralgon         | Latrobe City Traralgon ATP Challenger  | $ 050.000    | Hartplatz     | Matthew Ebden           | Dayne Kelly Marinko Matosevic         |

### November
| Datum1 | Ort                  | Turnier                              | Preisgeld2   | Belag3        | Sieger Einzel      | Sieger Doppel                         |
| ------ | -------------------- | ------------------------------------ | ------------ | ------------- | ------------------ | ------------------------------------- |
| 02.11. | Hua Hin              | E@ Hua Hin Open                      | $ 125.000    | Hartplatz     | Yūichi Sugita      | Lee Hsin-han Lu Yen-hsun              |
| 02.11. | Bogotá               | Milo Open                            | $ 050.000 +H | Sand          | Eduardo Struvay    | Julio Peralta Horacio Zeballos        |
| 02.11. | Guayaquil            | Challenger Ciudad de Guayaquil       | $ 050.000 +H | Sand          | Gastão Elias       | Guillermo Durán Andrés Molteni        |
| 02.11. | Canberra             | Canberra Tennis International        | $ 050.000    | Hartplatz     | Benjamin Mitchell  | Alex Bolt Andrew Whittington          |
| 02.11. | Charlottesville      | Charlottesville Men’s Pro Challenger | $ 050.000    | Hartplatz (i) | Noah Rubin         | Chase Buchanan Tennys Sandgren        |
| 02.11. | Eckental             | Bauer Watertechnology Cup            | € 035.000 +H | Teppich (i)   | Michail Juschny    | Ruben Bemelmans Philipp Petzschner    |
| 09.11. | Bratislava           | Peugeot Slovak Open                  | € 085.000 +H | Hartplatz (i) | Jahor Herassimau   | Ilija Bozoljac Igor Zelenay           |
| 09.11. | Mouilleron-le-Captif | Internationaux de Tennis de Vendée   | € 064.000 +H | Hartplatz (i) | Benoît Paire       | Sander Arends Adam Majchrowicz        |
| 09.11. | St. Ulrich in Gröden | Sparkassen ATP Challenger            | € 064.000    | Hartplatz (i) | Ričardas Berankis  | Maximilian Neuchrist Sam Weissborn    |
| 09.11. | Buenos Aires         | Copa Fila                            | $ 050.000 +H | Sand          | Kyle Edmund        | Julio Peralta Horacio Zeballos        |
| 09.11. | Kōbe                 | Hyogo Noah Challenger                | $ 050.000 +H | Hartplatz (i) | John Millman       | Sanchai Ratiwatana Sonchat Ratiwatana |
| 09.11. | Knoxville            | Knoxville Challenger                 | $ 050.000    | Hartplatz (i) | Daniel Evans       | Johan Brunström Frederik Nielsen      |
| 16.11. | Montevideo           | Uruguay Open                         | $ 050.000 +H | Sand          | Guido Pella        | Andrej Martin Hans Podlipnik-Castillo |
| 16.11. | Brescia              | Trofeo Città di Brescia              | € 042.500 +H | Hartplatz (i) | Igor Sijsling      | Ilija Bozoljac Igor Zelenay           |
| 16.11. | Champaign            | JSM Challenger of Champaign-Urbana   | $ 050.000    | Hartplatz (i) | Henri Laaksonen    | David O’Hare Joe Salisbury            |
| 16.11. | Yokohama             | Keio Challenger                      | $ 050.000    | Hartplatz     | Taro Daniel        | Sanchai Ratiwatana Sonchat Ratiwatana |
| 23.11. | Andria               | Andria e Castel del Monte Challenger | € 042.500 +H | Hartplatz (i) | Ivan Dodig         | Marco Chiudinelli Frank Moser         |
| 23.11. | Toyota               | Dunlop Srixon World Challenge        | $ 040.000 +H | Teppich (i)   | Yoshihito Nishioka | Brydan Klein Matt Reid                |
| 25.11. | São Paulo            | ATP Challenger Tour Finals           | $ 220.000 +H | Sand          | Íñigo Cervantes    | nicht ausgespielt                     |

- 1 Turnierbeginn (ohne Qualifikation)
- 2 Das Kürzel +H (= hospitality) bedeutet, dass das betreffende Turnier die Spieler unterbringt
- 3 Das Kürzel „(i)“ (= indoor) bedeutet, dass das betreffende Turnier in einer Halle ausgetragen wird.

## Verteilung der Weltranglistenpunkte
Ein Überblick über die Punktverteilung der jeweiligen Challenger-Kategorien.
| Turnierkategorie | Gesamtsumme Preisgeld                         | S   | F  | HF | VF | AF | Zusätzliche Qualifikationspunkte |
| ---------------- | --------------------------------------------- | --- | -- | -- | -- | -- | -------------------------------- |
| Challenger       | $0150.000 +H €0127.000 +H                     | 125 | 75 | 45 | 25 | 10 | 5                                |
| Challenger       | $0150.000 $0125.000 +H €0127.000 €0106.000 +H | 110 | 65 | 40 | 20 | 09 | 5                                |
| Challenger       | $0125.000 $0100.000 +H €0106.000 €0085.000 +H | 100 | 60 | 35 | 18 | 08 | 5                                |
| Challenger       | $0100.000 $0075.000 +H €0085.000 €0064.000 +H | 090 | 55 | 33 | 17 | 08 | 5                                |
| Challenger       | $0075.000 €0064.000                           | 080 | 48 | 29 | 15 | 07 | 3                                |
| Challenger       | $0050.000 +H €0043.000 +H                     | 080 | 48 | 29 | 15 | 06 | 3                                |

- Erklärung Kopfzeile: S = Sieger; F = (unterlegener) Finalist; HF = Halbfinale erreicht (und dann ausgeschieden); VF = Viertelfinale; AF = Achtelfinale
- +H = Turniere, die zusätzlich zum Preisgeld die Unterkunft für die Spieler tragen, werden in die jeweils nächsthöhere Preisgeldkategorie gestuft.
- Paare im Doppel erhalten keine Punkte vor dem Viertelfinale.